# Gerard A. Barbara
Gerald A. Barbara (Brooklyn, Nueva York; 17 de marzo de 1948 - Bajo Manhattan, 11 de septiembre de 2001) fue un bombero del Departamento de Bomberos de la Ciudad de Nueva York que murió en los atentados del 11 de septiembre, en el colapso de la Torre Sur.

## Primeros años
Barbara nació en el vecindario de Bay Ridge, en el distrito neoyorquino de Brooklyn. En 1968, se alistó en la Marina de los Estados Unidos como electricista, estando operativo en el USS Franklin D. Roosevelt hasta 1970. Más tarde, en 1972, se trasladó a West Brighton, en Staten Island, donde residía con su mujer y sus dos hijos.

## Carrera
A principios de la década de 1980, comenzó su carrera como bombero en el Cuerpo nº 91, ubicado en la calle 111 de Harlem. En abril de 1989, fue llamado al servicio para una inspección de seguridad en el Yankee Stadium después de que una pieza de hormigón de algo más de 220 kilos saliera despedida de la cubierta superior del estadio.
En diciembre de 1998 se declaró un incendio en un complejo para personas mayores en Starrett City, en Brooklyn, en el que murieron tres bomberos. Tras los sucesos, colaboró en la elaboración de una nueva ley sobre la instalación de rociadores en edificios plurifamiliares.
En el transcurso de los atentados del 11 de septiembre de 2001, el Jefe del Departamento, Peter Ganci Jr., asignó a Barbara la tarea de ayudar a los ciudadanos de la Torre Sur. Barbara se vistió con el uniforme completo, pero pronto se puso el equipo de protección para ayudar a los ciudadanos que seguían todavía en el interior del edificio. Dirigió a un grupo de bomberos que entraron en él para subir los tramos y rescatar a las personas que necesitaban ayuda en los pisos superiores, hasta que la torre terminó por derrumbarse a las 9:59 horas, costándole la vida a él y a sus hombres.

## Legado
Su nombre está inscrito en el panel 18 del monumento conmemorativo del 11-S, en la piscina sur.
Cada verano, los Yankees de Staten Island organizan un partido en conmemoración de Barbara, llamado "Chief Jerry Barbara Night" en su estadio de Staten Island.
En 2010, se celebró un servicio conmemorativo en su honor y en el de otras víctimas del 11-S en el Museo de Bomberos de Nueva York. Un año más tarde, tuvo lugar en la catedral de San Patricio de Manhattan, una misa en su homenaje en el que habló el entonces alcalde de Nueva York, Michael Bloomberg, quien hizo unas declaraciones a su familia diciendo que era una parte histórica de la ciudad y pasó a pedir a los asistentes que se pusieran en pie para mostrarle su gratitud.
Le sobrevivieron su esposa, una hija, su madre, su hermano y su suegra.